# Václav Juda Novotný
Václav Juda Novotný (17. září 1849 Vesce – 1. srpna 1922 Praha-Nové Město) byl český hudební spisovatel a skladatel.

## Život
Základní hudební vzdělání získal u místního učitele Herolda v Počátkách a při studiu na gymnáziu v Jindřichově Hradci u F. K. Vacka. Studoval historii a filosofii na Karlově univerzitě v Praze. Hru na housle studoval soukromě u Antonína Bennewitze, zpěv u Františka Pivody a harmonii u Františka Blažka. Stal se houslistou Prozatímního divadla. Aktivní hudební dráhy brzy zanechal a věnoval se hudební publicistice a skladatelské činnosti. Přispíval do hudebních časopisů Dalibor a Hudební revue, ale i do denních listů. Byl přítelem a zapáleným obhájcem Bedřicha Smetany a Antonína Dvořáka doprovázel i na cestě do Anglie v roce 1884.
Velmi významný přínos české opeře tkví v jeho překladatelské činnosti. Přeložil a často i dramaturgicky upravil více než sto operních a operetních libret. Na rozdíl od dřívějších překladů dbal na srozumitelnost a zpěvnost českého textu. Při svých překladech ale často díla zásadním způsobem upravoval, měnil členění díla i samotný děj.
Pro jevištní provedení upravil Dvořákovo oratorium Svatá Ludmila a napsal scénář k baletu Karla Bendla Česká svatba.
Jako skladatel byl známý zejména svými písněmi a sbory. Zkomponoval však i dvě opery a řadu menších chrámových skladeb. Sám sbíral lidové písně a vydával jejich úpravy pro zpěv a klavír.

## Dílo

### Opery
- O kupci a jeho nevěrné ženě
- Veselohra na mostě

### Písně
- Čtvero písní op. 3
- Poupátka
- Rozmarné romance
- Lípy
- V háji
- Polednice
- Hřích dědičný
- Písně lásky
- Písně o marné lásce
- Salonní písně české
- Pivovarské písně
- Nové pivovarské písně
- Dumy z poroby a svobody
- Vánoční kantáta

### Sbírky lidových písní
- Bechyňské písně
- Libické písně
- Řečické písně
- Slovácké písně
- 22 slovenských lidových písní
- Prší, prší
- Těšínské písně
- Dvojzpěvy

Kromě toho komponoval i drobné instrumentální skladby.

### Libreta
- Spanilá mlynářka, opera Josefa Kličky. Libreto na téma francouzské veselohry. Premiéra v Národním divadle 10. června 1886.[4]

### Výběr z článků
- Obrázek ze života hudební kritiky petrohradské, Dalibor, (1873), 413-16, 422-4
- Rukopis královédvorský a literatura hudební: kritický nástin, Dalibor, (1873), 257-61, 265-7, 273-6, 291-4
- Sonáta a symfonie – symfonická báseň; nástin historického vývinu těchto forem, Dalibor, (1873), 117-21, 127-9, 135-6, 145-8, 153-6, 161-4, 169-71, 177-9, 193-6, 201-3, 209-12
- O vývínu písně národní a jejím významu, Dalibor, (1874), 1-3, 9-10, 17-20, 25-7, 33-6, 41-3, 49-51
- Smetanova vlastenecká zpěvohra Libuše, Dalibor, (1874), 345-7, 353-5, 361-4, 369-71, 377-9
- Toman a lesní panna: symfonický obraz Zdeňka Fibicha: kritický rozbor, Dalibor, (1874), 265-7, 273-7
- Josef Haydn v Čechách, Dalibor, (1879), 60-62
- Karel Bendl: Černohorci, romantická opera ve třech jednáních, Dalibor (1881), 211-13, 219-20, 229-30, 245-8
- Fibichovy skladby, Dalibor (1881), 73-4, 89-91, 99-101
- Nové myšlenky o krásnu hudebním, Dalibor (1881), 9-10, 25-6, 41-3
- O moderním houslařství, Dalibor (1881), 179-81
- Starý ženich, Dalibor (1882), 65-7, 82-4, 122-4, 154-6, 245-8
- Uvedení do Smetanovy slavnostní zpěvohry Libuše, (Praha, 1882)
- Nevěsta messinská, Pokrok (29 a 30 březen 1884)
- Dvořákových Slovanských tanců řada druhá, Dalibor (1886), 353-4, 363-5, 395-7, 401-3
- Z mých vzpomínek na Bedřicha Smetanu: Dvě vdovy, Hudební rozhledy (1908), 4-7, 65-9, 129-34
- Mé první styky se Smetanou, Hudební rozhledy (1909), 253-9
- Pestré obrazy z Dvořákova života, Dalibor (1910), 206, 213, 293